# Kalikhola
Kalikhola – gaun wikas samiti we wschodniej części Nepalu w strefie Meći w dystrykcie Taplejung. Według nepalskiego spisu powszechnego z 2001 roku liczył on 115 gospodarstw domowych i 730 mieszkańców (364 kobiet i 366 mężczyzn).